# Salvador Sánchez Cerén
Salvador Sánchez Cerén (Quezaltepeque, 18 giugno 1944) è un politico ed ex guerrigliero salvadoregno, Presidente di El Salvador dal giugno 2014 al giugno 2019.

## Biografia
Esponente del Fronte Farabundo Martí per la Liberazione Nazionale, è stato eletto Presidente alle elezioni presidenziali del 2014.
Dall'ottobre 2016, il suo governo e la FMLN difendono un progetto di legalizzazione parziale dell'aborto (in caso di stupro o di pericolo per la vita della madre) ma si trovano ad affrontare l'opposizione dei partiti di destra che bloccano le riforme in Parlamento. Nel 2017, il suo governo ha modificato il Codice della famiglia per vietare i matrimoni tra figli.
Nell'aprile 2017, El Salvador è stato il primo paese al mondo a vietare le miniere di metalli sul proprio territorio, per motivi ambientali e di salute pubblica.
Ha stabilito relazioni diplomatiche con la Cina nell'agosto 2018. Gli Stati Uniti denunciano una "ingerenza negli affari interni del continente americano" e annunciano una prossima revisione dei suoi rapporti con El Salvador.
Nel luglio 2021, il procuratore generale ha ordinato il suo arresto con l'accusa di corruzione e riciclaggio di denaro, per presunti crimini che, secondo l'accusa, sarebbero stati commessi tra il 2009 e il 2014, epoca in cui era vicepresidente di Mauricio Funes.